# Катафрактарии

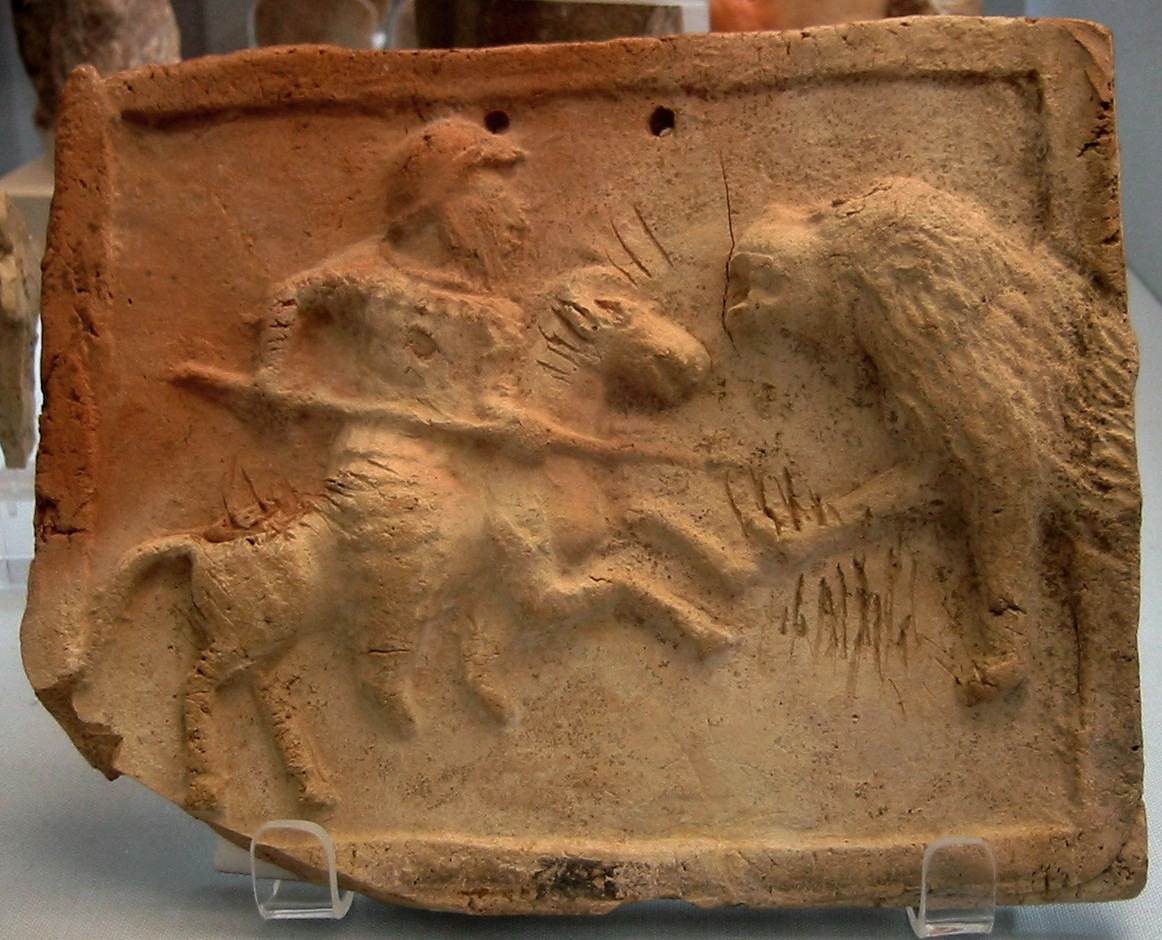
Парфянский катафракт на коне.

Катафракта́рии (катафра́кты) (от др.-греч. κατάφρακτος — покрытый бронёй) — ударная тяжёлая кавалерия в Античную эпоху.
Как правило, термин катафракты применяют к парфянской коннице, тогда как катафрактарии — к аналогичным римским и византийским родам ударной кавалерии. Вооружение таких отрядов было представлено длинным копьём контосом (а в случае с парфянскими катафрактами ещё и луком) — смертоносным при натиске, но бесполезным в гуще сражения. А потому после столкновения с вражеским отрядом катафрактариев следовало отводить для повторного штурма, так как из-за отсутствия стремян и сёдел вражеские пехотинцы легко стаскивали всадников с лошадей. Дальнейшее развитие византийской ударной кавалерии вылилось в формирование клибанариев, перенявших все черты катафрактариев, но при этом способных вести ближний бой с помощью боевых топоров и шестопёров. В Сасанидском государстве катафракты более известны как савараны. Впервые термин «катафракт» отмечен в деловых документах Эллинистического Египта, где он обозначал доспех воина тяжёлой кавалерии. Тит Ливий называл катафрактариями тяжёловооружённых всадников Антиоха III.
К катафрактариям относится не просто конница, закованная в доспехи, а использующая специальную тактику, построения и приёмы, например клин, для более эффективного удара по пехоте противника. Родиной такого рода конницы называют Скифию (II — I века до н. э.). Собственно катафрактарии по письменным источникам известны у парфян, сарматов и иберов. Существование такой конницы на Боспоре засвидетельствовано археологическими материалами и памятниками изобразительного искусства.

## Предпосылки появления катафрактариев
Три главных фактора, приведшие к появлению катафрактариев:
1. Различные народы, которым в течение длительного времени приходилось сталкиваться с греками и римлянами, должны были выработать действенное оружие, способное противостоять греко-македонской фаланге и римскому легиону. Без этого они могли оказаться лёгкой добычей завоевателей. В конкретных условиях Востока, с его традиционным преобладанием кавалерии над пехотой, такое оружие можно было создать только путём реформы кавалерии.
2. Ход развития военного искусства у кочевников евразийских степей и в Иране приводил к увеличению удельного веса тяжеловооружённой конницы, которая явилась предшественницей более поздних катафрактариев. Развитие шло по линии усиления роли ближнего боя и приспособления к нему наступательного и оборонительного оружия.
3. Тесные культурные и этнические связи между кочевниками Восточной Европы, Средней Азии и Южной Сибири, с одной стороны, и земледельческими районами Средней Азии и Ирана, с другой, особенно заметно проявились в военной области. Каждое новшество, будь то в оружии или способах ведения войны, быстро распространялось на весьма обширной территории. Здесь прослеживается не только общность многих типов оружия, но и общность тактических принципов.

## Тактика применения
Лобовая атака катафрактариев опиралась на удар массой коня, которая, исходя из нормы предельной нагрузки от веса коня — 20 % оптимальная, 30 % предельная, не могла быть меньше 500 кг, так как своей пикой каждый всадник мог поразить не более двух врагов единовременно, а остальные ряды опрокидывались наскоком, но без особых травм для пехоты.
В битве при Каррах катафрактарии ходили в редкие и, как правило, последние атаки (для римских легионеров) после долгого изматывающего обстрела из луков лёгкой кавалерией, которая, собственно, и принимала на себя римские дротики (tela) и гасты, заодно нарушая общий строй. Также следует думать, что за волной катафрактариев следовала средняя пехота (в виде спешенной кавалерии) или же лёгкая кавалерия, которая пленяла и добивала рассеянного противника.
Существует мнение, что сарматские катафрактарии прикрепляли копья к подпруге и конской броне, то есть копейный удар наносил боевой конь, всадник же наносил врагам рубящие удары сарматским мечом. Точное название сарматских мечей неизвестно. Их внешний вид известен только согласно археологическим раскопкам. Известно, что их длина, в среднем, доходила до 110 сантиметров, клинок был треугольной формы и плавно сужался к острию, рукоять была не менее 15 сантиметров, навершие выполнялось в форме кольца, крестовина была немногим шире лезвия.

## Вооружение

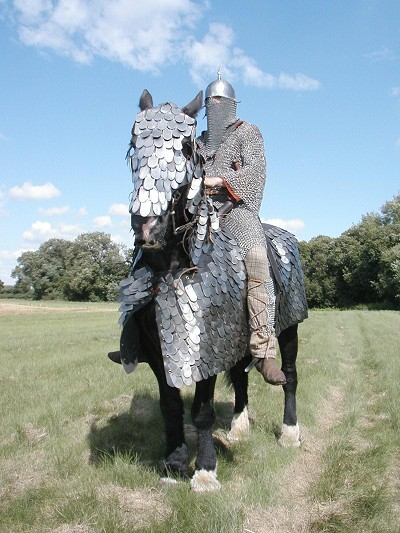
Сасанидский катафракт (современная реконструкция).

Для вооружения катафрактариев характерен прежде всего тяжёлый доспех, который закрывал воина с ног до головы. Голову защищал шлем с металлической маской или бармицей, закрывавшей лицо. Катафрактарий носил пластинчатый или чешуйчатый панцирь. Парфянские катафрактарии II века н. э. использовали комбинированный чешуйчато-пластинчатый доспех, в котором грудь вместо мелких чешуек прикрывали крупные прямоугольные вертикальные пластины. Возможно, в таком доспехе вместо чешуи могла использоваться и кольчуга.
Руки защищали или чешуйчатые рукава панциря, или металлические ламинарные наручи из широких поперечных полос, кольцами охватывающими руку. Ноги катафрактария закрывали поножи, по конструкции подобные наручам. Защита рук и ног могла быть изготовлена из кожи.
Панцири защищали не только всадников, но и их лошадей. Конский доспех представлял собой чешуйчатую или пластинчатую попону. Маска лошади была, вероятно, чешуйчатой. Иногда грудь коня дополнительно защищали выпуклые круглые пластины. Однако конский панцирь не был обязательным. На многих изображениях катафрактарии сидят на лошадях, совершенно не имеющих защиты.
Главным оружием катафрактария был контос (др.-греч. κοντός, «рогатина»; лат. contus) — огромное копьё, достигавшее у сарматов длины, вероятно, 4—4,5 м. Об этом копье пишет, например, Плутарх: «Ведь вся сила этой броненосной конницы — в копьях, у неё нет никаких других средств защитить себя или нанести вред врагу, так как она словно замурована в свою тяжёлую негнущуюся броню». Удары такого оружия были страшными: древние авторы сообщают, что эти копья могли пронзить насквозь сразу двух человек. В бою контосом сарматы действовали, вероятно, двумя руками (последнее утверждение вроде бы подкрепляется дошедшими до нас изображениями, но при отсутствии стремян, такая посадка является весьма неустойчивой, и сила противодействия при ударе просто выворачивает всадника из седла). К сожалению, до нас не дошли детальные изображения или описания конструкции седла, однако, можно предположить, что они имели специальные приспособления для удержания всадника при ударе - высокие передние и задние луки (как на приведенном фото реконструктора) и/или ремни, охватывающие бедра всадника. Все это позволяло достаточно жестко фиксировать всадника, однако снижало подвижность туловища.
Особенности вооружения катафрактариев определяли их тактику, приёмы боя и боевые порядки. Такая конница атаковала врага на лёгкой рыси сомкнутым строем. Защищённые доспехами от стрел, дротиков и других снарядов, они представляли собой грозную силу, и часто, опрокидывая врага длинными копьями, прорывали его боевые порядки. Именно в особенностях тактики и заключается основное отличие катафрактариев от других видов тяжелой конницы.